# 謝霊運

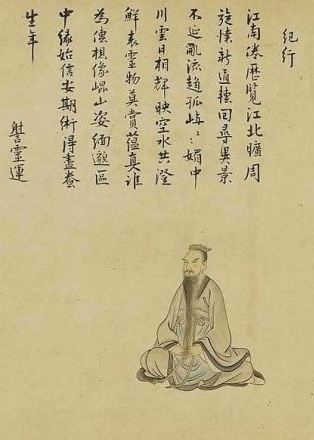
謝霊運

謝 霊運（しゃ れいうん、385年 - 433年）は、東晋から南朝宋にかけての詩人・文学者。本貫は陳郡陽夏県。魏晋南北朝時代を代表する詩人で、山水を詠じた詩が名高く「山水詩」の祖とされる。
六朝時代を代表する門閥貴族である謝氏の出身で、祖父の謝玄は淝水の戦いで前秦の苻堅の大軍を撃破した東晋の名将である。父の謝瑍（謝慶）が早世したこともあって、祖父の爵位である康楽公を継いだため、後世では謝康楽とも呼ばれる。南朝斉の謝朓の「小謝」に対し、「大謝」と併称され、後世では族弟の謝恵連と合わせて「三謝」とも呼ばれる。聡明で様々な才能に恵まれたが性格は傲慢で、大貴族出身だったことも災いし、後に刑死した。

## 略歴
義熙2年（406年）、20歳の時に起家した。永初元年（420年）、東晋に代わって南朝宋が建てられると、爵位を公から侯に降格された。少帝の時代に政争に巻き込まれ、永嘉郡（現在の浙江省温州市）の太守に左遷させられるも、在職1年で辞職、郷里の会稽に帰って幽峻の山を跋渉し、悠々自適で豪勢な生活を送った。この時に他の隠士とも交流し、多くの優れた詩作を残した。
元嘉元年（424年）、文帝が即位すると朝廷に呼び戻されて、秘書監に任ぜられ、『晋書』の編纂などに従事した。その後、侍中に遷った。しかし、文帝が文学の士としてしか待遇しないことに不満を持ち、病気と称して職を辞し、再び郷里に帰った。
再度の帰郷後も山水の中に豪遊し、太守と衝突して騒乱の罪を問われた。特赦により臨川郡内史に任ぜられるが、その傲慢な所作を改めなかったことから広州に流刑された。元嘉10年（433年）、武器や兵を募って流刑の道中で脱走を計画したという容疑をかけられ、市において公開処刑の上、死体を晒された。享年48。

## 著作
『文選』には、代表作である「登池上樓」「石壁精舎還湖中作」「於南山往北山経湖中瞻眺」などの作品が、39首と2番目に多く採用されている（最多は陸機の52首）。

## 仏教との関係
謝霊運は廬山の慧遠を尋ねた時、遠師に心服して留まった。この時から仏教に造詣を深くし、慧厳・慧観と共に、法顕訳の『六巻涅槃経』と曇無讖訳の『北本涅槃経』を統合改訂し、南本『大般涅槃経』を完成させ、竺道生によって提唱された頓悟成仏（速やかに仏と成る事ができる）説を研究・検証した「弁宗論」などを著した。
他に、鳩摩羅什による漢訳『金剛般若波羅蜜経』を注釈した『金剛般若経注』なども著している。なお同名の注釈書としては僧肇が撰著した同名の『金剛般若経注』が最初とされる。しかし僧肇撰の説には多くの疑問が提出されており、宋の曇応の『金剛般若波羅蜜経采微』などには「謝霊運曰く」として多く引用され、僧肇の注釈書と類似点が多い。このことから近代に至っては、僧肇撰とされる「金剛般若経注」が実は謝霊運の著作である可能性が高いといわれている。彼の著作物に関してはいまだ充分に検証されたものではないため、今後これらを総合的に検証し直す必要性が望まれている。
だが謝霊運自身は、仏教への深い造詣を有したが、その深い奥義を身をもって体現することがなく、往々にして不遜な態度があったと伝えられることから、仏教徒としての評価は決して高いものではない。後年の兼好法師の『徒然草』第108段に「謝霊運は、法華の筆受なりしかども、心常に風雲の思を観ぜしかば、恵遠、白蓮の交りを許さざりき」とあるように、慧遠の白蓮社に入ることが許されなかったといわれる。

## 伝記資料
- 『宋書』巻67 列伝第27
- 『六朝詩人傳』興膳宏編（大修館書店、2000年）- 原典の編訳解説

## 日本語文献
訳注
- 『謝康楽詩集』 森野繁夫訳注、白帝社（上・下）、1993-1994年
- 『新釈漢文大系 詩人編 2 謝霊運・謝朓』明治書院、2025年

佐竹保子訳・解説、58首を注解
評伝・研究
- 森野繁夫『謝霊運論集』 白帝社、2007年
- 小尾郊一『謝霊運－孤独の山水詩人』 汲古書院、1993年
- 船津富彦『謝霊運－山水詩人：中国の詩人 その詩と生涯3』 集英社、1983年
- 『六朝文化と日本　謝霊運という視座から』蒋義喬編、勉誠出版「アジア遊学」、2019年